# 重原克也
重原 克也（しげはら かつや）は、日本のアニメ監督、アニメーター、演出家。
富山県南砺市福野出身。

## 参加作品

### テレビアニメ
- ジョジョの奇妙な冒険（2012年、作画監督補佐）
- ファンタジスタドール（2013年、演出・演出補佐・メカ作画監督・作画監督補佐）
- ワルキューレロマンツェ（2013年、作画監督補佐）
- 彼女がフラグをおられたら（2014年、演出）
- M3〜ソノ黒キ鋼〜（2014年、演出）
- RAIL WARS!（2014年、演出・作画監督）
- ヤマノススメ（2014-2022年、絵コンテ・演出・作画監督補佐・原画作画監督補佐）
- PSYCHO-PASS サイコパス（2014-2019年、演出・作画監督補佐・演出助手）
- 六花の勇者（2015年、演出・作画監督補佐）
- コメット・ルシファー（2015年、演出・作画監督補佐・原画作画監督補佐）
- バトルスピリッツ 烈火魂（2015年、作画監督補佐）
- 少年メイド（2016年、作画監督補佐）
- マクロスΔ（2016年、作画監督補佐）
- モブサイコ100（2016-2022年、エンディング協力・絵コンテ・演出）
- Rewrite（2016年、作画監督）
- タイムボカン24（2016年、演出・作画監督補佐）
- ACCA13区監察課（2017年、作画監督）
- 幼女戦記（2017年、作画監督）
- ひなこのーと（2017年、演出）
- ナイツ&マジック（2017年、演出・メカ作画監督）
- はじめてのギャル（2017年、ED絵コンテ・ED演出）
- 血界戦線（2017年、演出協力）
- ラブライブ!サンシャイン!!（2018年、作画監督）
- ひそねとまそたん（2018年、演出協力）
- ブギーポップは笑わない（2019年、絵コンテ・演出）
- キャロル&チューズデイ（2019年、演出協力）
- からくりサーカス（2019年、演出協力）
- Fate/Grand Order（2019-2021年、絵コンテ・演出）
- グレイプニル（2020年、絵コンテ・演出）
- バキ（2020年、OP演出）
- デカダンス（2020年、演出補佐）
- 憂国のモリアーティ（2020-2021年、絵コンテ・演出）
- 無職転生 〜異世界行ったら本気だす〜（2021-2024年、絵コンテ・演出・作画監督・演出補佐）
- takt op.Destiny（2021年、絵コンテ・演出）
- Paradox Live（2023年、演出補佐）
- 勇気爆発バーンブレイバーン（2024年、副監督・絵コンテ・演出）
- メタリックルージュ（2024年、演出）[1]

### 劇場アニメ
- 名探偵コナン ゼロの執行人（2018年、演出）
- 名探偵コナン 紺青の拳（2019年、演出）
- 映画ドラえもん のび太の新恐竜（2020年、演出）
- EUREKA/交響詩篇エウレカセブン ハイエボリューション（2021年、協力）
- すずめの戸締まり（2022年、演出補佐）
- 名探偵コナン 黒鉄の魚影（2023年、演出）
- 劇場版 美少女戦士セーラームーンCosmos（前編）（2023年、演出）
- 名探偵コナン 隻眼の残像（2025年、監督[2]・絵コンテ・演出）

### OVA
- モブサイコ100 REIGEN 〜知られざる奇跡の霊能力者〜（2018年、演出）

### Webアニメ
- 月曜日のたわわ（2016年、作画監督）
- いつか会えるキミに（2018年、作画監督補佐）